# Ablain-Saint-Nazaire
Ablain-Saint-Nazaire település Franciaországban, Pas-de-Calais megyében. Lakosainak száma 1966 fő (2022. január 1.). Ablain-Saint-Nazaire Aix-Noulette, Carency, Souchez, Bouvigny-Boyeffles és Gouy-Servins községekkel határos. A település közelében található egy első világháborús katonai temető.

## Népesség
A település népességének változása:
| Lakosok száma | 1773 | 1786 | 1816 | 1772 | 1824 | 1877 | 1929 | 1939 | 1966 |
|               | 2013 | 2015 | 2016 | 2017 | 2018 | 2019 | 2020 | 2021 | 2022 |